# Carlos Horacio Moreno
Carlos Horacio Moreno (Buenos Aires, 19 agosto 1948 – Buenos Aires, 11 maggio 2020) è stato un calciatore e allenatore di calcio argentino, di ruolo difensore.